# جورج رومانوف
جورج رومانو (بالروسية: Романов, Георгий Михайлович)‏ (و. 1981  م) هو أرستقراطي من روسيا، وإسبانيا، ولد في مدريد.

## التعليم
تعلم في كلية ستانيسلاس في باريس.

## جوائز
حصل على جوائز منها:
- نيشان البشارة المقدسة [الإنجليزية]‏
- Order of Saint Michael of the Wing [الإنجليزية]‏
- فرسان مالطة.